# さよなら6年2組
『さよなら6年2組』（さよならろくねんにくみ）は1991年1月3日にフジテレビ系ドラマ「世にも奇妙な物語 冬の特別編 (1991年1月)」内で放送されたストーリー。
「世にも奇妙な物語 映画の特別編」公開直前の2000年10月に放送された「世にも奇妙な物語 傑作選」の24作にも選ばれている。

## あらすじ
浅草にある廃校間近の千代田小学校6年2組の担任・久保田玲子（中森明菜）は、ある日の放課後に誰もいないはずの6年2組の教室からかごめかごめの歌声を聞くが、のぞいても誰もいない。
千代田小学校の卒業生でもある母・千恵（小林千登勢）に学校のお化けの噂を聞いてみたが、毎年この時期には折り鶴を折るのに忙しい。
3月のある日の放課後に、粗末な古い服装の小学生たちが玲子の前に現れる。彼らはいずれも6年生で、約束した友達に会いにきたという。

## スタッフ
- 脚本 - 君塚良一[1]
- 演出 - 落合正幸[1]
- 音楽 - 久石譲

## キャスト
- 久保田玲子 - 中森明菜[1]
- 久保田（旧姓 木下）千恵 - 小林千登勢[1]
- 大野 - 加賀谷純一
- 山本武志 - 小林大介
- 板倉三郎 - 中山亮
- 市川荘吉 - 徳永浩之
- 木下勝江 - 小島幸子
- 白井春子 - 山崎竹子
- 吉川一紀
- 太田有美
- 内田崇吉
- 松永哲雄
- 松岡歩
- 内田守彦
- 小野智子

## ソフト化作品
- 世にも奇妙な物語 vol.4（VHSビデオ）（1991年9月21日発売）
- ノベライズ版「世にも奇妙な物語」3巻（著 小沢淳、太田出版、1991年）に収録[2]